# امن و امان
«امن و امان» (به انگلیسی: Safe & Sound) تک‌آهنگی از هنرمند اهل ایالات متحده آمریکا تیلور سوئیفت است. این تک‌آهنگ برای بازی‌های گرسنگی: ترانه‌هایی از منطقه ۱۲ و فراتر از آن منتشر شد.